# Forth Road Bridge
Forth Road Bridge je visutý most, zajišťující spojení přes záliv Firth of Forth, ve Skotsku, na severu Velké Británie, konkrétně severozápadně od Edinburghu, kde spojuje North Queensferry se South Queensferry. Několik desítek metrů na východ od tohoto mostu se nachází ještě historický Forth Rail Bridge. Oba mosty jsou značně frekventované, protože de facto spojují celý jihovýchod Skotska se severovýchodem. Kvůli celkové délce, zvláště mostu silničního, a s tím souvisejícím pnutím a pohybem mostů, jsou pod neustálým dohledem techniků. Most byl postaven roku 1964, má celkovou délku 2512 a délku mezi pilíři (2) 1005 metrů.

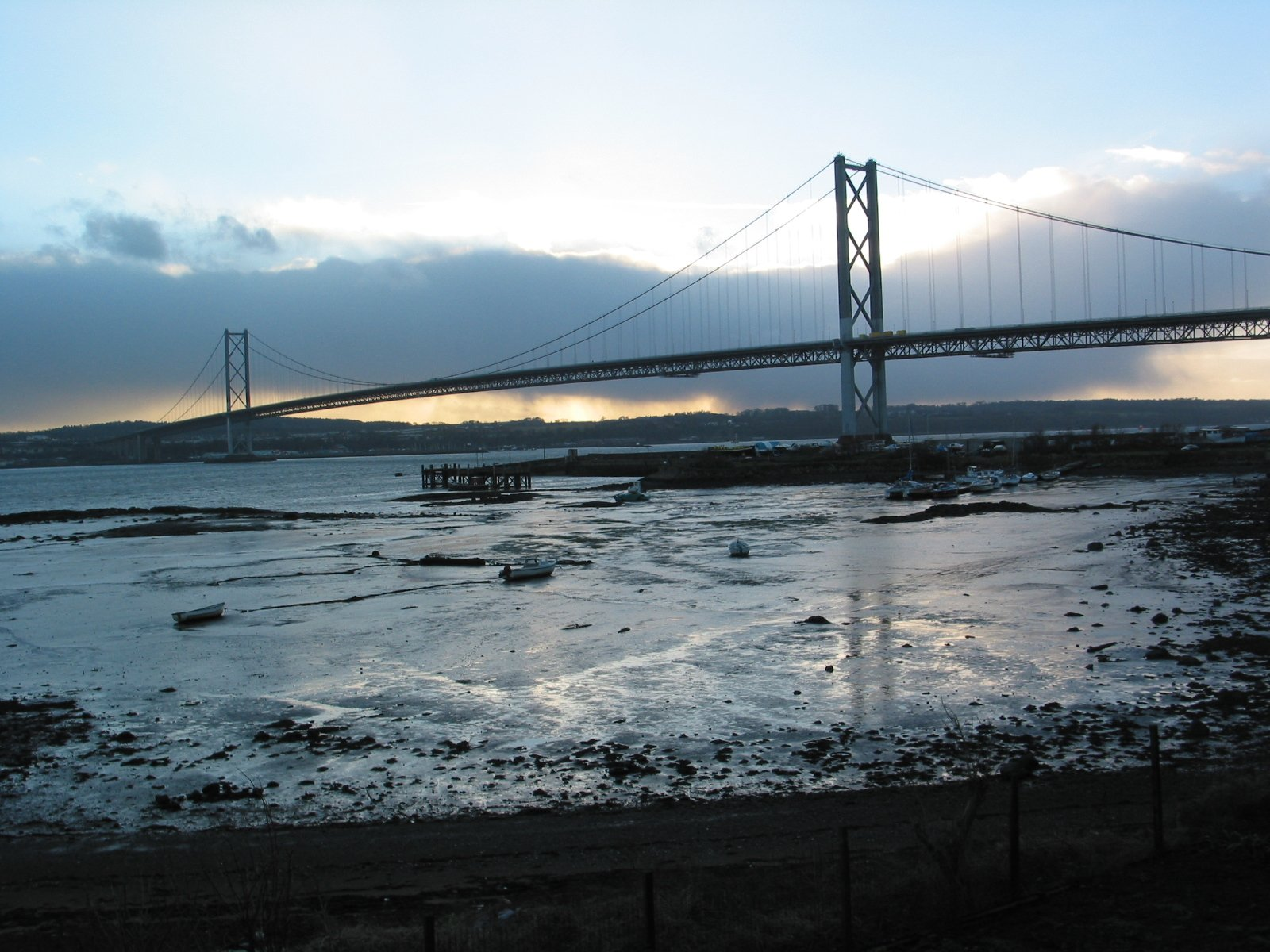
Silniční most